# Martin Semmelrogge
Martin Semmelrogge, född 8 december 1955 i Boll Eckwälden, Västtyskland, är en tysk skådespelare.
Semmelrogge har verkat som skådespelare sedan tidigt 1970-tal då han började få roller i tyska TV-serier. Han blev internationellt uppmärksammad 1981 då han hade en större roll som en skämtsam officer i Wolfgang Petersens Ubåten. Han har också medverkat i flera avsnitt av Den gamle deckarräven.

## Filmografi, urval
- 1981 – Ubåten
- 1993 – Schindler's List
- 2020 – Limbo